# Copestylum mexicanum
Copestylum mexicanum är en tvåvingeart som först beskrevs av Macquart 1842.  Copestylum mexicanum ingår i släktet Copestylum och familjen blomflugor. Inga underarter finns listade i Catalogue of Life.